# Kapitális magasság
A kapitális magasság a lapos tetejű nagybetűk (mint pl. a H vagy az I) tetejével húzott képzeletbeli merőleges vonal. Ugyanennek a vonalnak kisbetűkre alkalmazott változata az x-height. Angol elnevezése cap height.